# تزوآ روتاچات
تزوآ روتاچات (انگلیسی: Tzoah Rotachat) در تلمود و زوهر مکانی در جهنم‌دره (Ghinom) است که در آن ارواح یهودیان که مرتکب گناهان خاصی شده‌اند، برای مجازات فرستاده می‌شوند.